# Echidistant

Mediatoare a unui segment. Punctul în care linia roșie intersectează segmentul negru este echidistant față de cele două puncte de capăt ale segmentului.

Poligonul înscriptibil P este circumscris de cercul C. Centrul O al cercului este echidistant față de fiecare punct al cercului, implicit de fiecare vârf al poligonului.

Se spune că un punct este echidistant de o mulțime de obiecte dacă distanțele dintre acel punct și fiecare obiect din mulțime sunt egale.

## Exemple
În geometria euclidiană bidimensională locul punctelor echidistante de două puncte date (diferite) este mediatoarea segmentului dintre cele două puncte. În spațiul tridimensional locul punctelor echidistante de două puncte date este un plan, iar generalizând mai departe, în spațiul n-dimensional locul punctelor echidistante de două puncte din n-spațiu este un (n−1)-spațiu.
Pentru un triunghi centrul cercului circumscris este un punct echidistant de fiecare dintre cele trei vârfuri. Fiecare triunghi nedegenerat are un astfel de punct. Acest rezultat poate fi generalizat la poligoanele înscriptibile: centrul cercului circumscris este echidistant de fiecare dintre vârfuri. La fel, centrul cercului înscris într-un triunghi sau al oricărui alt poligon circumscriptibil este echidistant de punctele de tangență ale laturilor poligonului cu cercul. Fiecare punct dintr-o mediatoare a laturii unui triunghi sau a altui poligon este echidistant față de cele două vârfuri de la capetele acelei laturi. Fiecare punct de pe bisectoarea unui unghi a oricărui poligon este echidistant de cele două laturi care formează acel unghi.
Centrul unui dreptunghi este echidistant față de toate cele patru vârfuri și este echidistant față de două laturi opuse și, de asemenea, echidistant față de celelalte două laturi opuse. Un punct de pe axa de simetrie a unui romboid este echidistant față de două laturi.
Centrul unui cerc este echidistant de oricare punct al cercului. De asemenea, centrul unei sfere este echidistant de fiecare punct al sferei.
O parabolă este mulțimea de puncte dintr-un plan echidistante față de un punct fix (focarul) și o dreaptă fixă (directoarea), unde distanța până la directoare este măsurată de-a lungul unei drepte perpendiculare pe directoare.
În analiza formei, scheletul topologic sau axa mediană a unei forme este o versiune subțire a acelei forme care este echidistantă de frontiera sa.
În geometria euclidiană, dreptele paralele (dreptele care nu se intersectează niciodată) sunt echidistante în sensul că distanța oricărui punct de pe o dreaptă față de cel mai apropiat punct de pe cealaltă dreaptă este aceeași pentru toate punctele.
În geometria hiperbolică mulțimea punctelor care sunt echidistante față de și față de una din părțile unei drepte date formează un hiperciclu (care este o curbă, nu o dreaptă).